# آلت گوزمان-ناژوت
آلت گوزمان-ناژوت (انگلیسی: Aleth Guzman-Nageotte; ۱ ژانویهٔ ۱۹۰۴ – ۲۳ فوریهٔ ۱۹۷۸) مجسمه‌ساز اهل فرانسه بود.